# Miami Beach Bowl 2016
Match précédent Match suivant
Le Miami Beach Bowl 2016 est un match de football américain de niveau universitaire joué après la saison régulière de 2016, le 19 décembre 2016 au Marlins Park de Miami en Floride.
Il s'agissait de la 3e et dernière édition du Miami Beach Bowl.
Le match a mis en présence les équipes de Central Michigan issue de la Mid-American Conference et de Tulsa issue de l'American Athletic Conference.
Il a débuté à 14:34 (heure locale) et a été retransmis en télévision sur ESPN.
Tulsa remporte le match 55 à 10.

## Présentation du match
| Équipes                                                                                      | Conférences | Entraîneurs       | Stats. saison rég. | Classements avant le bowl CFP-AP-Coaches |
| -------------------------------------------------------------------------------------------- | ----------- | ----------------- | ------------------ | ---------------------------------------- |
| Central Michigan                                                                             | MAC         | John Bonamego     | 6-6                | NC                                       |
| Tulsa                                                                                        | AAC         | Philip Montgomery | 9-3                | NC                                       |
| Arbitre : Marcel July (MWC) Équipe donnée favorite par les bookmakers : Tulsa par 12 points. |             |                   |                    |                                          |

Il s'agit de la 3e rencontre entre ces deux équipes.
| Nombre de rencontre | Victoires CMU | Victoires Tulsa | Nuls | Date dernier match | Résultat     |
| ------------------- | ------------- | --------------- | ---- | ------------------ | ------------ |
| 2                   | 1             | 1               | 0    | 17 octobre 1987    | CMU, 51 à 21 |

### Chippewas de Central Michigan
Avec un bilan global en saison régulière de 6 victoires et 6 défaites, Central Michigan est éligible et accepte l'invitation pour participer au Miami Beach Bowl de 2016.
Ils terminent avant-dernier (5/6) de la West Division de la Mid-American Conference derrière Western Michigan, Toledo, Northern Illinois et Eastern Michigan, avec un bilan en division de 3 victoires et 5 défaites.
À l'issue de la saison 2016 (bowl non compris et y compris), ils n'apparaissent pas dans les classements CFP , AP et Coaches.
Il s'agit de leur 1er apparition au Miami Beach Bowl.

### Golden Hurricane de Tulsa
Avec un bilan global en saison régulière de 9 victoires et 3 défaites, Tulsa est éligible et accepte l'invitation pour participer au Miami Beach Bowl de 2016.
Ils terminent 2e de la West Division de l'American Athletic Conference derrière Navy, avec un bilan en division de 6 victoires et 2 défaites.
À l'issue de la saison 2015 (bowl non compris et y compris), ils n'apparaissent pas dans les classements CFP , AP et Coaches.
Il s'agit de leur 1re apparition au Miami Beach Bowl.

## Résumé du match
Résumé, photos, et vidéo du match sur le site The Blue Pennant
| QT          | Temps       | Drive       | Drive       | Drive       | Équipe      | Description de l'action | Score | Score |
| QT          | Temps       | Jeux        | Yards       | TDP         | Équipe      | Description de l'action | CMU   | TUL   |
| ----------- | ----------- | ----------- | ----------- | ----------- | ----------- | --- | ----- | ----- |
| 1           | 07:24       | 17          | 93          | 05:29       | TUL         | TD de 5 yards par Josh Atkinson à la suite d'une réception de passe de QB Dane Evans + 1 point de conversion par K Redford Jones | 0     | 7     |
| 1           | 02:55       | 7           | 46          | 02:10       | TUL         | FG de 46 yards par K Redford Jones                                                                                               | 0     | 10    |
| 1           | 00:55       | 6           | 70          | 02:00       | CMU         | FG de 26 yards par K Brian Eavey                                                                                                 | 3     | 10    |
| 2           | 12:18       | 11          | 41          | 03:37       | Tulsa       | FG de 44 yards par K Redford Jones                                                                                               | 3     | 13    |
| 2           | 04:03       | 8           | 80          | 02:43       | Tulsa       | TD de 13 yards par Keevan Lucas à la suite d'une réception de passe de QB Dane Evans + 1 point de conversion par K Redford Jones | 3     | 20    |
| 2           | 00:59       | 9           | 62          | 01:55       | Tulsa       | TD de 4 yards par Chris Minter à la suite d'une réception de passe de QB Dane Evans + 1 point de conversion par K Redford Jones  | 3     | 27    |
| 3           | 09:50       | 5           | 56          | 01:44       | Tulsa       | TO à la suite d'une course de 17 yards par James Flanders + 1 point de conversion par K Redford Jones                            | 3     | 34    |
| 3           | 06:53       | 5           | 62          | 01:10       | Tulsa       | TD de 28 yards par Keevan Lucas à la suite d'une réception de passe de QB Dane Evans + 1 point de conversion par K Redford Jones | 3     | 41    |
| 3           | 02:16       | 10          | 69          | 03:05       | Tulsa       | TD de 11 yards par Keevan Lucas à la suite d'une réception de passe de QB Dane Evans + 1 point de conversion par K Redford Jones | 3     | 48    |
| 4           | 12:49       | -           | -           | -           | Tulsa       | Interception retournée sur 66 yards par Jesse Brubaker + 1 point de conversion par K Redford Jones                               | 3     | 55    |
| 4           | 09:21       | 6           | 73          | 03:28       | CMU         | TD à la suite d'une course de 13 yards par Jahray Hayes + 1 point de conversion par K Brian Eavey                                | 10    | 55    |
| Score final | Score final | Score final | Score final | Score final | Score final | Score final | 10    | 55    |

## Statistiques
| Statistiques par équipe                |                 |                 |
| Statistiques                           | CMU             | TULSA           |
| 1er down                               | 19              | 34              |
| 1er down à la course                   | 4               | 20              |
| 1er down à la passe                    | 14              | 14              |
| 1er down suite pénalité                | 1               | 0               |
| Conversion de 3e down                  | 5/14            | 10/15           |
| Conversion de 4e down                  | 1/4             | 1/3             |
| Jeux–yards                             | 72-355          | 85-581          |
| Yards à la course                      | 22-83 (3.8)     | 46-261 (5.7)    |
| Yards à la passe                       | 272             | 320             |
| Passes : Réussies-Tentées-Interceptées | 25-50-3         | 29-39-0         |
| Réussite en zone rouge/chances         | 2/3             | 5/6             |
| TD                                     | 1               | 7               |
| Field Goals                            | 1/1             | 2/2             |
| Sacks (Nombre-Yards gagnés)            | 1 pour 4 yards  | 4 pour 25 yards |
| Fumbles (Nombre/Perdus)                | 0/0             | 0/0             |
| Pénalités (Nombre/Yards perdus)        | 5 pour 40 yards | 3 pour 25 yards |
| Temps de possession                    | 30:52           | 29:08           |

| Meilleur joueur (MVP) |        |       |
| Nom                   | Équipe | Poste |
| Dane Evans            | Tulsa  | QB    |

| Statistiques individuelles |                 |                                        |
| Quaterbacks                |                 |                                        |
| CMU                        | Cooper Rush     | 24/49, 241 yards, 3 INTs, 0 TD         |
| TUL                        | Dane Evans      | 28/38, 304 yards, 0 INT, 5 TDs         |
| Meilleurs coureurs         |                 |                                        |
| CMU                        | Mark Chapman    | 2 courses pour 38 yards, 0 TD          |
| TUL                        | D'Angelo Brewer | 17 courses pour 105 yards, 0 TD        |
| Meilleurs receveurs        |                 |                                        |
| CMU                        | Devon Spalding  | 5 réc., 26 yards, 0 TD                 |
| TUL                        | Josh Atkinson   | 12 réc., 131 yards, 1 TD               |
| Meilleurs tackleurs        |                 |                                        |
| CMU                        | Rickets, N.     | 6 tacles en solo, 6 assistes et 1 sack |
| TUL                        | Suits, C.       | 4 tacles solo, 2 assistes et 1 sack    |